# Prokopiusz
Prokopiusz, Procopius (ur. 325, zm. 27 maja 366) – przywódca buntu w Konstantynopolu za czasów Walentyniana I, obrany przez tłum (a raczej przekupionych prowokatorów) cesarzem rzymskim. Panował jako uzurpator od 28 września 365 do 27 maja 366 roku.
Prokopiusz osiągnął sukces dzięki przekupieniu części wyższych oficerów, którym obiecał pokaźne nagrody pieniężne. W czasie bitwy pod Nakolią w Frygii, którą wydał Walensowi, został opuszczony przez swoich oficerów i następnie stracony przez prawowitego władcę. 